# Конькобежный спорт на зимних Олимпийских играх 1924
Соревнования по конькобежному спорту на зимних Олимпийских играх 1924 прошли в субботу 26 января 1924 года и в воскресенье 27 января 1924 года. Были разыграны 5 комплектов наград у мужчин, в том числе только на этих олимпийских играх были разыграны медали по конькобежному классическому многоборью.
В соревнованиях приняло участие 35 спортсмена из 13 стран. Из них самым младшим был Сайрил Хорн (англ. Cyril Horn, 19 лет и 111 дней, Великобритания), а самым старшим — Альберт Теббит (англ. Albert Tebbit, 52 года и 32 дня, Великобритания). Наибольшее количество медалей (8) завоевали спортсмены из Финляндии, а норвежцы выиграли 7 наград, тогда как конькобежцам из США досталась всего одна награда.
Чарльз Джотроу (США) выиграл первую золотую медаль на Зимних Олимпийских играх 1924 года, но Клас Тунберг (Финляндия) и Роальд Ларсен (Норвегия) каждый выиграл по медали в каждом из пяти конькобежных дисциплин, а Клас Тунберг выиграл три золотые медали.

## Медалисты
Медальный зачёт
| Дисциплина              | Золото                   | Серебро                  | Бронза                                        |
| ----------------------- | ------------------------ | ------------------------ | --------------------------------------------- |
| 500 метров              | Чарльз Джотроу США       | Оскар Ольсен Норвегия    | Роальд Ларсен Норвегия Клас Тунберг Финляндия |
| 1500 метров             | Клас Тунберг Финляндия   | Роальд Ларсен Норвегия   | Сигурд Моэн Норвегия                          |
| 5000 метров             | Клас Тунберг Финляндия   | Юлиус Скутнабб Финляндия | Роальд Ларсен Норвегия                        |
| 10000 метров            | Юлиус Скутнабб Финляндия | Клас Тунберг Финляндия   | Роальд Ларсен Норвегия                        |
| Классическое многоборье | Клас Тунберг Финляндия   | Роальд Ларсен Норвегия   | Юлиус Скутнабб Финляндия                      |

Общий медальный зачет
| Место | Страна    | Золото | Серебро | Бронза | Всего |
| ----- | --------- | ------ | ------- | ------ | ----- |
| 1     | Финляндия | 4      | 2       | 2      | 8     |
| 2     | Норвегия  | 0      | 3       | 4      | 7     |
| 3     | США       | 1      | 0       | 0      | 1     |